# Токійський банан
Токійський банан (яп. 東京ばな奈, 東京バナナ або 東京ばなな) це японський бісквіт у формі банана з кремовою начинкою. Це офіційні сувенірні солодощі в Токіо.
Токійські банани бувають різних смаків і зазвичай упаковуються окремо в пластик. Оригінальний аромат відомий як Tokyo Banana Miitsuketa (яп. 見ぃつけたっ)  і наповнений банановим заварним кремом. Для кремової начинки використовується проціджене бананове пюре. Після випікання бісквіт пропарюють, щоб вийшла м’яка текстура.
Tokyo Banana Miitsuketa виробляється на заводі MASDAC Corporation у Токородзава, Сайтама. Токійські банани продаються в магазинах Токіо та в кількох великих японських аеропортах.

## Історія
Tokyo Banana Miitsuketa (яп. 見ぃつけたっ) , оригінальний смак бананового заварного крему, вперше надійшов у продаж у 1991 році. Ще до токійського банана в Токіо була велика кількість сувенірних тортів, але токійський банан був першим, хто включив «Токіо» у назву свого продукту.
Станом на 2016 рік щорічні продажі становлять приблизно 4 мільярд єн.

## Різновиди

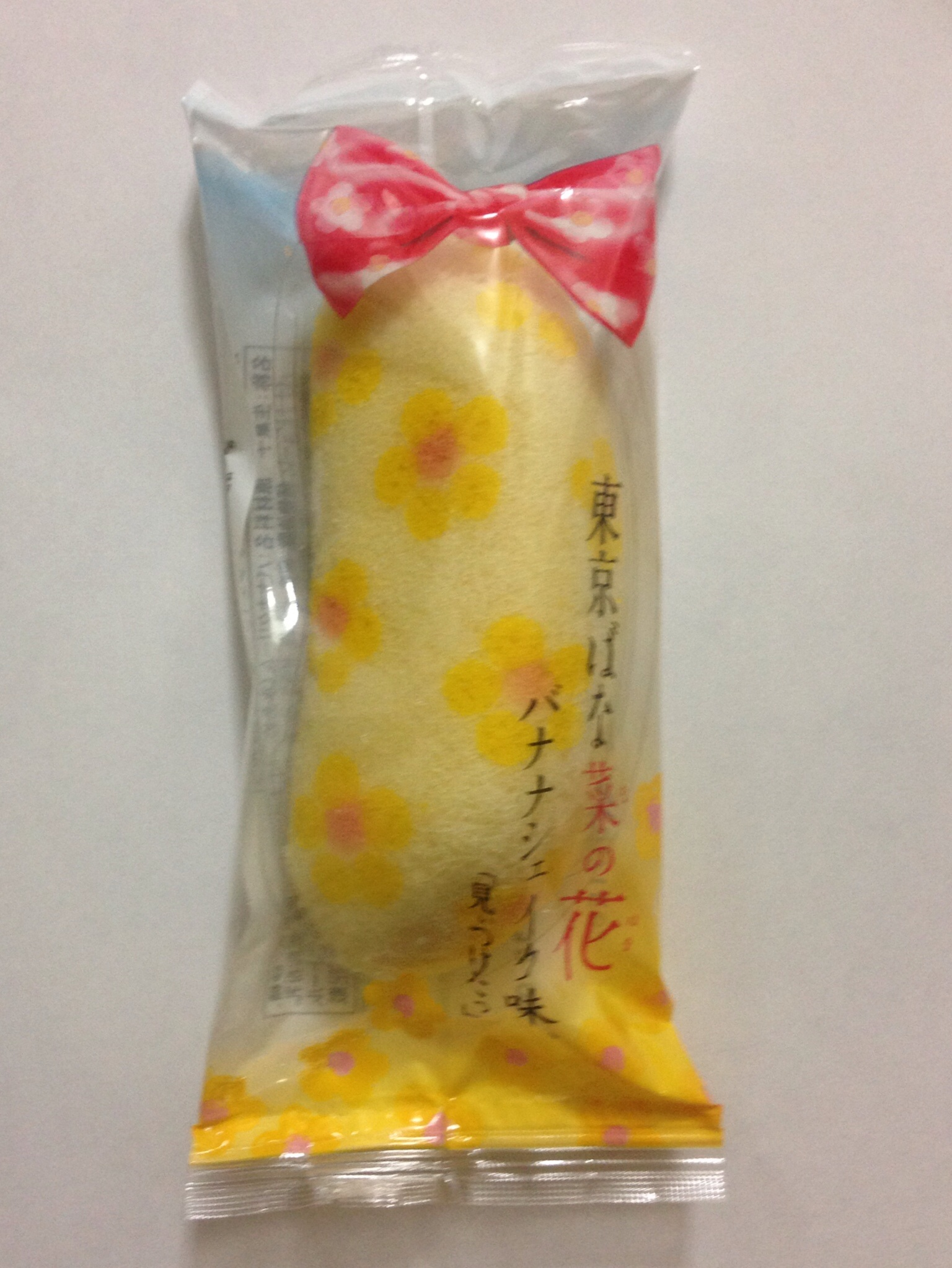
Зображення Tokyo Banana Miitsuketa

- Tokyo Banana Miitsuketa

Цукерка у формі банана, наповнена банановим заварним кремом, загорнута у пухнасту губку. Найкраще споживати протягом 7 днів після покупки.
- Tokyo Banana Miitsuketa карамельний смак

Карамельний бананово-заварний крем, загорнутий у карамельний бісквіт. Надійшов у продаж 10 серпня 2011 року на святкуванні 20-річчя продажу токійського банану.
- Tokyo Choco Banana

Банановий крем з шоколадом. У літній сезон (середина травня - середина вересня) з бананово-м'ятним смаком «Літній шоколад».
- Токійський банановий пиріг

Складене бісквітне тісто та випічка зі смаком банана.
- Fresh Cream Puff

Вершково-банановий заварний профітроль.
- Токійський сендвіч із бананом і родзинками

Ромово-банановий ганаш із родзинками, затиснутий між печивом із ароматом бананів.
- Wagashi Tokyo Banana

Банановий анко у вологому зовнішньому шарі.
- Moist Baumkuchen

3 шари суміші для торта, укладені один на одного, і вологий спечений баумкухен